# Cancrinit
Cancrinit ist ein eher selten vorkommendes Mineral aus der Mineralklasse der „Silikate und Germanate“. Es kristallisiert im hexagonalen Kristallsystem mit der chemischen Zusammensetzung (Na,Ca,☐)8[(CO3,SO4)2|(AlSiO4)6]·2H2O und entwickelt prismatische Kristalle oder körnige, massige Aggregate in den Farben weiß, gelb, orange oder blau. Auch farblose Kristalle sind bekannt. Cancrinit zählt zu den Foiden.

## Etymologie und Geschichte
Erstmals entdeckt wurde Cancrinit im Gebiet des Flusses Miass in der russischen Oblast Tscheljabinsk und beschrieben 1839 durch Gustav Rose, der das Mineral nach dem russischen Minister Georg Cancrin (1774–1845) benannte.

## Klassifikation
Bereits in der mittlerweile veralteten 8. Auflage der Mineralsystematik nach Strunz gehörte der Cancrinit zur Mineralklasse der „Silikate und Germanate“ und dort zur Abteilung der „Gerüstsilikate (Tektosilikate)“, wo er zusammen mit Afghanit, Davyn, Mikrosommit, Vishnevit und Wenkit die „Cancrinit-Reihe“ mit der System-Nr. VIII/F.05 bildete.
Im Lapis-Mineralienverzeichnis nach Stefan Weiß, das sich aus Rücksicht auf private Sammler und institutionelle Sammlungen noch nach dieser alten Form der Systematik von Karl Hugo Strunz richtet, erhielt das Mineral die System- und Mineral-Nr. VIII/J.09-10. In der „Lapis-Systematik“ entspricht dies ebenfalls der Abteilung „Gerüstsilikate“, wo Cancrinit zusammen mit Afghanit, Alloriit, Balliranoit, Biachellait, Bystrit, Carbobystrit, Cancrisilit, Davyn, Depmeierit, Fantappièit, Farneseit, Franzinit, Giuseppettit, Hydroxycancrinit, Kircherit, Kyanoxalith, Liottit, Marinellit, Mikrosommit, Pitiglianoit, Quadridavyn, Sacrofanit, Tounkit, Vishnevit und Wenkit die „Cancrinit-Gruppe“ bildet (Stand 2018).
Die seit 2001 gültige und von der International Mineralogical Association (IMA) bis 2009 aktualisierte 9. Auflage der Strunz’schen Mineralsystematik ordnet den Cancrinit in die bereits feiner unterteilte Abteilung der „Gerüstsilikate (Tektosilikate) ohne zeolithisches H2O“ ein. Diese ist zudem weiter unterteilt nach der möglichen Anwesenheit weiter Anionen, so dass das Mineral entsprechend seiner Zusammensetzung in der Unterabteilung „Gerüstsilikate (Tektosilikate) mit zusätzlichen Anionen“ zu finden ist, wo es ebenfalls als Namensgeber die „Cancrinitgruppe“ mit der System-Nr. 9.FB.05 und den weiteren Mitgliedern Afghanit, Alloriit, Balliranoit, Biachellait, Bystrit, Cancrisilit, Davyn, Fantappièit, Farneseit, Franzinit, Giuseppettit, Hydroxycancrinit, Kyanoxalith, Liottit, Marinellit, Mikrosommit, Pitiglianoit, Quadridavyn, Sacrofanit, Tounkit und Vishnevit bildet.
Auch die vorwiegend im englischen Sprachraum gebräuchliche Systematik der Minerale nach Dana ordnet den Cancrinit in die Klasse der „Silikate und Germanate“ und dort in die Abteilung der „Gerüstsilikate: Al-Si-Gitter“ ein. Hier ist er ebenfalls als Namensgeber der „Cancrinitgruppe“ mit der System-Nr. 76.02.05 innerhalb der Unterabteilung „Gerüstsilikate: Al-Si-Gitter, Feldspatvertreter und verwandte Arten“ zu finden.

## Kristallstruktur
Ein früher Strukturvorschlag wurde 1930 von Linus Pauling veröffentlicht, wobei er die Raumgruppe P63/mmc (Raumgruppen-Nr. 194) vorschlug. Die japanischen Forscher Kozu und Takane beschrieben die Struktur in der Raumgruppe P63 (Nr. 173) und berichteten erstmals über ein eindimensionales Kanalsystem parallel zur kristallographischen c-Achse. Ihr Strukturvorschlag wies allerdings unrealistische Si-Si- und Si-Al-Abstände auf. Jarchow gelang 1962 die endgültige Strukturbestimmung in der Raumgruppe P63.

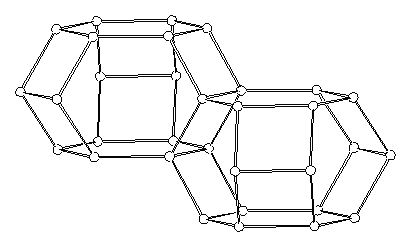
Abb. 1: Verbindung von zwei Cancrinitkäfigen
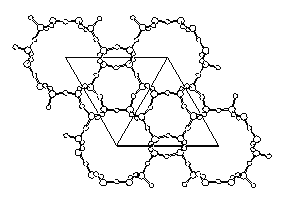
Abb. 2: Projektion der Cancrinitstruktur entlang der kristallographischen c-Achse

Die Cancrinitstruktur kann als eine hexagonal dichteste Kugelpackung von Si-Al-Sechserringen in Richtung [0001] beschrieben werden. Dabei entstehen, bedingt durch die Stapelung, charakteristische Käfigstrukturen. In Abbildung 1 ist der Käfig gezeigt. Die Punkte entsprechen dabei den Positionen der Silicium- oder Aluminium-Atomen im Gerüst zwischen denen, ungefähr in der Mitte der Striche, sich die Sauerstoffatome befinden. Diese Käfige werden in der Zeolithchemie als Epsilonkäfige bezeichnet. Die räumliche Anordnung der Käfige, wie sie in Abbildung 2 gezeigt ist, führt zur Ausbildung eines eindimensionalen Kanalsystems in Richtung der kristallographischen c-Achse. Die Elemente Aluminium, Silicium und Sauerstoff bilden die Käfige des Gerüstes. Die Natrium-Kationen sind zum Teil in den Käfigen und zum Teil in den Kanälen lokalisiert. CO3-Anionen finden sich nur in den Kanälen.

## Bildung und Fundorte
Cancrinite kristallisieren, ähnlich wie Sodalithe, aus Magmen mittleren bis niedrigen SiO2-Gehalts und erscheinen hier neben weiteren Foiden.
Fundorte sind unter anderem Laacher See in Deutschland, Bancroft/Ontario und Québec in Kanada, Norwegen, Rumänien, Russische Föderation, sowie Litchfield/Maine in den USA.

## Verwendung
In der Wissenschaft dienen synthetische Cancrinite, deren Zusammensetzung oft von der des Minerals abweichen, als Modellsystem für Zeolithe. Der Epsilonkäfig des Cancrinits ist ein struktureller Baustein des Zeoliths L.